# Sławoj Szynkiewicz
Sławoj Szynkiewicz (ur. 1938, zm. 8 grudnia 2023, Warszawa) – polski etnolog, profesor doktor habilitowany Instytutu Archeologii i Etnologii Polskiej Akademii Nauk.

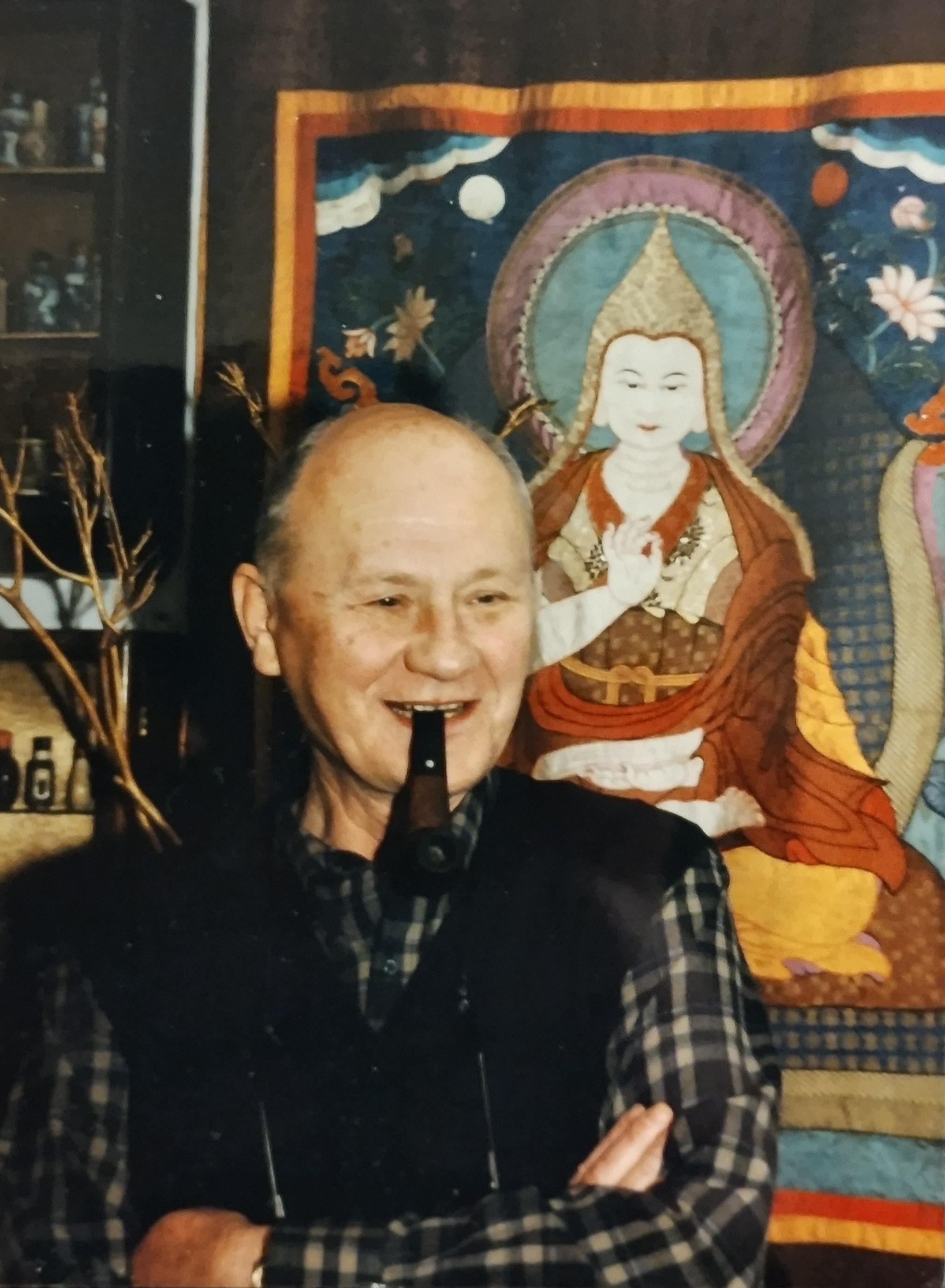

## Życiorys naukowy
Ukończył studia etnograficzne na Uniwersytecie Warszawskim. Doktorat uzyskał w 1975 roku w Instytucie Historii Kultury Materialnej PAN, tamże odbyła się rozprawa habilitacyjna w 1982. Od 1994 r. profesor nauk humanistycznych. Zainteresowania badawcze obejmują etnologię Azji Środkowej i Dalekiego Wschodu, w szczególności kwestie organizacji społecznej, problematyki etnicznej Mongolii i Chin; jest autorem licznych publikacji dotyczących rodziny, pokrewieństwa, nomadyzmu, mniejszości etnicznych Chin. Napisał ponad 140 haseł o tematyce etnologicznej w encyklopediach powszechnych. Prowadził badania etnograficzne w Buriacji, Chinach, Kazachstanie, Mongolii, Rosji, Turkmenii, Wietnamie.
Przez ponad 40 lat pracował w Instytucie Archeologii i Etnologii PAN w Warszawie, był także profesorem w Uniwersytecie Łódzkim, na Wydziale Filozoficzno-Historycznym oraz profesorem w Instytucie Filologii Polskiej Akademii Podlaskiej w Siedlcach, kierownikiem Katedry Kultury. Wykładał etnologię Azji Wschodniej w Polsko-Japońskiej Wyższej Szkole Technik Komputerowych oraz w Szkole Wyższej Psychologii Społecznej i in. Współzakładał i przez pewien czas redagował pisma Azja-Pacyfik i East Asian Civilisations.

## Odznaczenia i wyróżnienia
- Złoty Krzyż Zasługi, 1987
- Order Przyjaźni Republiki Mongolia 1997
- Medal 50-lecia Instytutu Archeologii i Etnologii PAN, 2004
- Krzyż Kawalerski Orderu Odrodzenia Polski, 2005
- Order Altan Gadas, 2013

## Wybrane publikacje
- Rodzina pasterska w Mongolii, Wrocław: Ossolineum, 1981, s. 268
- Herosi tajgi. Mity, legendy, obyczaje Jakutów, Warszawa, Iskry, 1984, s. 262
- Pokrewieństwo. Studium etnologiczne, Warszawa, Wydawnictwa Uniwersytetu Warszawskiego, 1992, s. 354
- Kin groups in medieval Mongolia, Ethnologia Polona, vol. 1, s. 113–133.
- Kinship groups in modern Mongolia, Ethnologia Polona, t. 3, s. 31–45.
- Le mariage, rite sanctionné par le passé culturel, Études mongoles et sibériennes (Paryż) nr 9, s. 91–105. 1978
- Settlement and community among the Mongolian nomads, East Asian Civilizations, nr 1, Bremen: New Attempts at Understanding Traditions, s. 10–44. 1982
- The Khoshuts of the Mongol Altai. Vicissitudes of selfidentification, Ethnologia Polona, t. 12, s. 37–50.
- Mongolia’s nomads build a new society again: social structures and obligations on the eve of the private economy, Nomadic Peoples, vol. 33, s. 163–172.
- Contemporary Mongol concepts on being a pastoralist: Institutional continuity, change and substitutes, in: J. Ginat, A.M. Khazanov, eds., Changing nomads in a changing world, Brighton: Sussex Academic Press, 1998, s. 202–222.
- The Social Context of Liberalisation of the Mongolian Pastoral Economy. Report of Anthropological Fieldwork, PALD Research Report No.4, Institute of Development Studies, University of Sussex, Brighton, 1993, s. 111 (we współautorstwie z T. Potkańskim)
- Konflikty etniczne. źródła – typy – sposoby rozstrzygania, Warszawa, 1996 (współredakcja)
- Czas zmiany, czas trwania. Studia etnologiczne, Warszawa: Instytut Archeologii i Etnologii PAN, 2003 (współredakcja)